# Johannes Andreas Olearius
Johannes Andreas Olearius (1639-1684) (* Querfurt, 24 de Setembro de 1639 † Weißenfels, 6 de Junho de 1684) foi um teólogo luterano alemão, filho de Johannes Olearius (1611-1684) e irmão de Johann Gottfried Olearius (1641–1675).

## Obras
- Constans Concordia Concors, 1675
- Das geduldige Hertzens-Opfer... nach erfolgtem Hintritt dess... Herrn Augusti dess Jüngern, Hertzogens zu Sachsen... in einer absonderlichen Trauer- und Trost-Predigt den 14.Augusti, Anno 1674
- Summarium xxx mnemonicum, so als ein Deckmahl für Augen zu stellen... am Fest-Tage Mariæ Reinigung, als an welchem... der in Gott ruhenden... Frauen Annen Marien Hertzogin zu Sachsen... Leichbegängniss gehalten wurde

## Família Olearius
- Adam Olearius (1603-1671)
- Johannes Olearius (1546–1623)
- Johannes Olearius (1611-1684)
- Johann Gottfried Olearius (1635-1711)
- Johann Gottfried Olearius (1641–1675)
- Gottfried Olearius (1604–1685)
- Johann Gottlieb Olearius (1684-1734)
- Johann Christoph Olearius (1668-1747)
- Gottfried Olearius (1672-1715)

## Irmãos
- Johann Gottfried Olearius (1641–1675)
- Johann August Olearius (1644–1711)
- Johann Christian Olearius (1646-1699)

## Filhos
- Johann August Olearius (1666-1668)
- Anna Sybilla Olearius (1668-1674)
- Johann August Olearius (1671-1736)